# Suzuki
Сузуки (jap. スズキ株式会社) је јапански произвођач аутомобила, мотоцикала и ванбродских мотора (за пловила), са седиштем у граду Хамамацу. Сузуки је 2012. године био девети произвођач аутомобила у свету, а четврти у Јапану иза Тојоте, Нисана и Хонде са преко 2,8 милиона произведених возила.

## Историја
Компанију Сузуки основао је Мичио Сузуки 1909. године и у почецима се бавила производњом разбоја. Годинама је компанија успешно пословала, али је Сузуки увидео да уколико жели да остане у бизнису мора развијати своје пословање. Окренуо се производњи аутомобила и 1937. године почео је са развојем прототипа. За разлику од Тојоте која се одлучила да копира америчке 6-цилиндричне моторе, Сузуки је креирао сопствени водом хлађени мотор са 4 цилиндра који је имао 13 коњских снага. Током Другог светског рата, производња путничких аутомобила представљала је луксуз, па се Сузуки вратио производњи разбоја помажућу домаћу памучну индустрију. Када је тржиште памука пропало 1951. године, стала ја и производна разбоја.
Суочен са том чињеницом Сузуки се вратио идеји о производњи аутомобила. После Другог светског рата тражен је поуздан аутомобил за ниску цену. Многе фирме су почеле да нуде гасне моторе који су могли да се инсталирају на бицикле. Примарна намера је била да Сузуки производи двоточкаше, а реализована је у облику моторизованог бицикла под именом Power Free, који је имао двотактни мотор запремине 1936 cm³ и снаге од 1 КС. Карактеристичан је био дупли зупчаник мењача, који је омогућавао возачу да окреће педале потпомогнут мотором. На основу овог патентираног изума Сузуки добија субвенције Владе за даља истраживања. Тако је основана Suzuki Motor Corporation.
1955. године Сузуки лансира модел сузулајт (Suzulight), а имао је погон на предњим точковима, са независним вешањем свих точкова и брегастом осовином. Шездесетих година је побољшан, а поред њега представљени су и модели Сузуки фронте 360 и Сузуки фронте 500. 1970. године представљен је чувени теренац џимни, који је имао неколико варијанти шасија и мотора. Поред датог модела представљени су и модели Cervo, Alto и Fronte.
Компанија се током 80-тих година почела ширити преко океана, захваљујући пре свега пословној сарадњи са Џенерал моторсом. Тих година Сузуки је као први произвођач аутомобила почео да нуди тржишту такозвана СУВ возила. 1983. године започели су и пословну сарадњу са индијском компанијом Марути ради наступа на тамошњем тржишту. Годину дана касније, Сузуки моторс је отворио своје постројење у Хепенхајму, у Немачкој. Крајем 80-тих два нова модела свифт и витара су избачена на тржиште, а компанија је достигла производњу од 10 милиона јединица. Током 90-тих компанија је наставила да проширује своја постројења широм света и неколико нових 4x4 модела је представљено.

## Модели

### Садашњи модели
- Сузуки алто
- Сузуки ертига
- Сузуки кизаши
- Сузуки лапин
- Сузуки МР вагон
- Сузуки вагон Р
- Сузуки сплеш
- Сузуки свифт
- Сузуки игнис
- Сузуки балено
- Сузуки SX4
- Сузуки витара
- Сузуки гранд витара

## Мотоцикли
Сузуки је започео са производњом мотоцикала 1952. године, при чему су први модели били моторизовани бицикли. Од 1955. до 1976. године компанија је производила мотоцикле само са двотактним моторима, а највећи двотактни модел је троцилиндарски G2F5 са воденим хлађењем.
Велики фактор успеха Сузукија у двотактној конкуренцији био је источнонемачки тркач Велике награде Ернст Дегнер, који је пребегао на Запад 1961. године, доносећи са собом стручност у двотактним моторима источноњемачког произвођача . Тајне које је Дегнер донео са собом биле су дело су Валтера Кадена, који је први комбиновао три кључне технологије: потисни порт, експанзиону комору и ротациони вентил.
Сузуки је ангажовао Дегнера, и он је у сезони 1962 за њих освојио FIM на Светском првенству у друмским тркама у класи од 50 . Сузуки је постао први јапански произвођач који је освојио светски шампионат у мотокросу када је Џоел Роберт 1970. освојио титулу са 250 cc машином. Током 1970-их Сузуки се успоставио у свету мотоциклистичких трка са Бари Шиновим Марко Лачинелијем 1981, и Франко Унцинијевим 1982 освајањем светских првенстава у премијерној класи од 500 cc.
Године 1976, Сузуки је увео своје прве мотоцикле од марке Colleda COX из 1950-их са четворотактним машинама, GS400 и GS750. Године 1994, Сузуки је ступио у партнерство са фирмом Нанкинг Ђинченг машинерија да би створио кинеског произвођача и извозника мотоцикала званог Ђинченг Сузуки.
Сузики је наставио са такмичењима у MotoGP и последњи пут су освојили титулу у сезони 2000. Од 2006. до 2011, тим је спонзиран брендом Ризла и био је познат као МотоГП тим Ризла Сузуки. Дана 18. новембра 2011. године, Сузуки је објавио да су ГП трке прекинуте, делом због природних катастрофа и рецесије, до 2014. године. Сузуки се вратио у МотоГП 2015. године.
Поред тога, Сузуки је забележио укупно 93 победе на тркама на Острву Мен ТТ. Сузуки је такође заузео друго место у разним друим тркачким категоријама 100 пута и укупно 92 трећа места.

## Спонзорске активности
Сузуки је једано од главних спонзора спортских догађаја санкања, биатлона, и скијашког трчања. Они су исто тако тренутни насловни спонзор Фудбалског шампионата ASEAN, клуба енглеске друге лиге Милтон Кејнс Донса и клуба италијанске Серије А Торино.

## Галерија
- Сузуки алто
- Сузуки сплеш
- Сузуки свифт
- Сузуки балено
- Сузуки кизаши
- Сузуки витара
- Сузуки SX4 S-Cross